# وراثة للأمة
وراثة للأمة هي مسرحية من تأليف تيرنس راتيغان 1970، تستند إلى مسرحية تلفزيونية له عام 1966 نيلسون (العنوان الكامل). يروي الأحداث المحيطة ب هوراتيو نيلسون وعشيقته إيما هاميلتون وزوجته فرانسيس نيسبت في الأحداث التي وقعت مباشرة قبل وأثناء وبعد معركة ترافالغار. ويشمل أيضًا العديد من الشخصيات التاريخية الأخرى مثل توماس هاردي وويليام نيلسون. يشير العنوان إلى أن نيلسون ترك إيما وطفلهما هوراتيا للأمة عند وفاته.

## الإنتاج

### المسرح
عُرضت المسرحية لأول مرة في المسرح الملكي، هايماركت في 23 سبتمبر 1970. كان المخرج بيتر جلينفيل، وقام إيان هولم  بدور نيلسون .  لم تكن المراجعات مواتية.

### التلفزيون
في عام 1973، أنتجت نسخة فيلم، مع غليندا جاكسون في دور سيدة هاميلتون، وبيتر فينش في دور نيلسون ومارجريت لايتون في دور فرانسيس. لعب أنتوني كويل دور اللورد مينتو

## الروابط الخارجية
- A Bequest to the Nation (1973 film) و على IMDb
- Radio 4 production (2005)